# Schmied

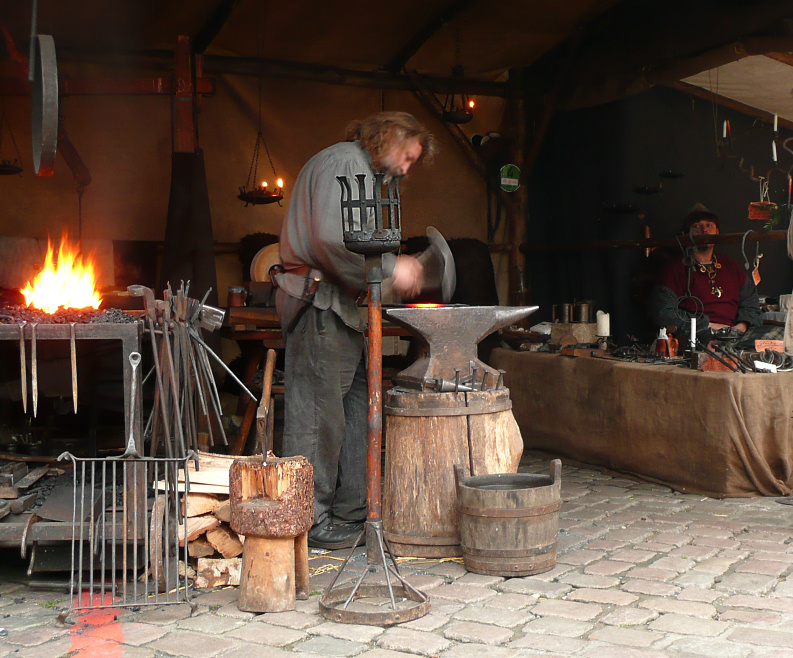
Schmiedevorführung auf dem Weihnachtsmarkt Hannover

Eine Illustration von Theodor Kittelsen zu Johan Herman Wessels Geschichte Der Schmied und der Bäcker

Schmied ist die Berufs- und Handwerksbezeichnung für Personen, die Metall durch Schmieden (Freiform- oder Gesenkschmieden) bearbeiten. Schmiede können in handwerklichen oder industriellen Unternehmen arbeiten. Das Schmieden gehört zum Fertigungsverfahren der Umformtechnik. Die Werkstatt eines handwerklich tätigen Schmieds ist die  Schmiede.

## Berufsbeschreibung (Deutschland)
Auch heute ist eine Ausbildung in diesem Handwerk möglich. Allerdings hat sich die Bezeichnung des ehemals Kunstschmied genannten Berufs geändert. Heute heißt der Ausbildungsberuf Metallbauer, Fachrichtung Metallgestaltung. Dennoch bezeichnen sich – aus dem kulturellen Selbstverständnis heraus – die neu ausgebildeten jungen „Metallbauer“ häufig selbst als Schmied, Kunstschmied oder Metallgestalter.

## Geschichte

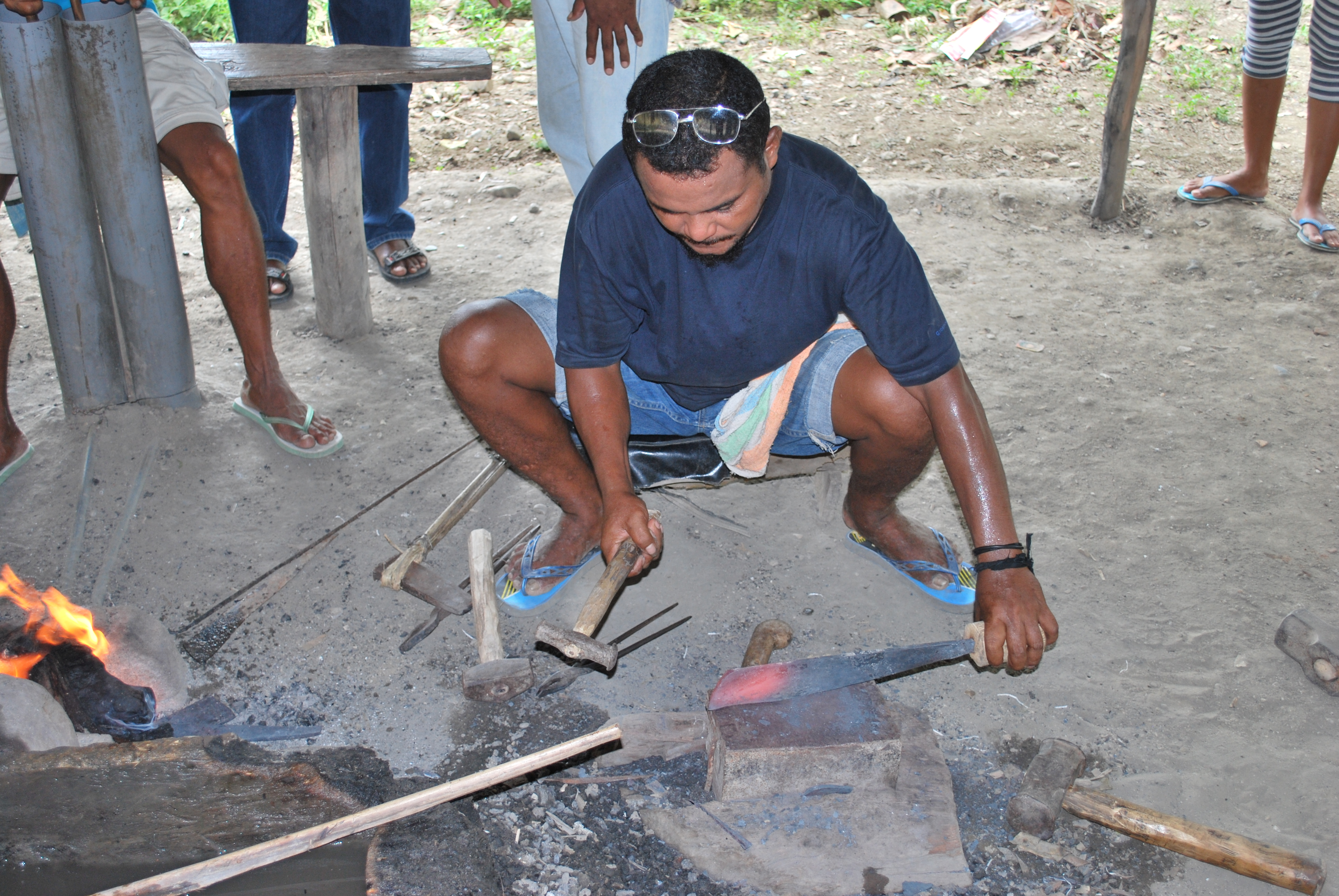
Schmied in Loi-Huno, Osttimor

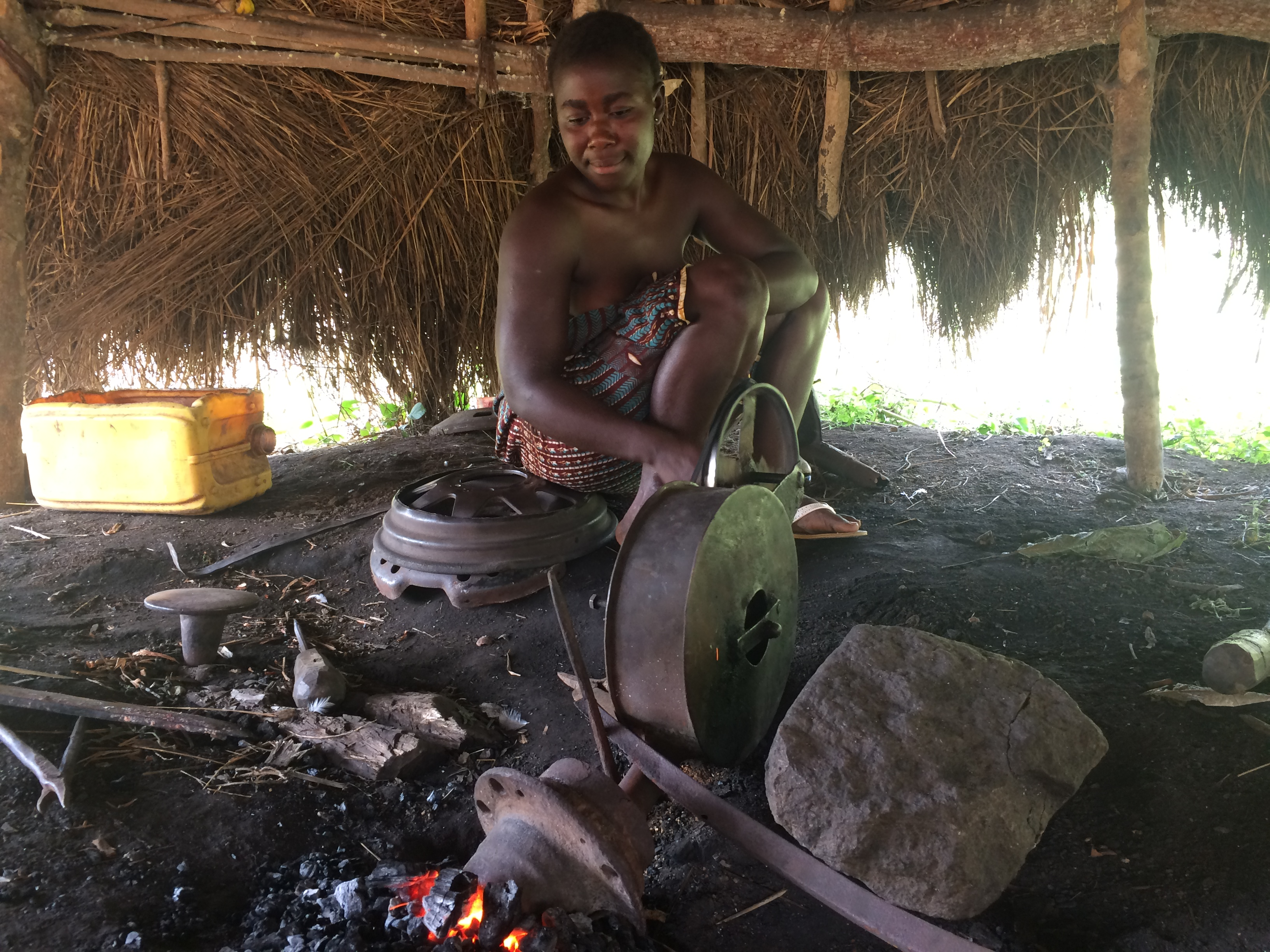
Frau in Männerdomäne: Schmiedin in Sierra Leone

Schmied ist ein seit der Bronzezeit praktiziertes Handwerk. Den Schmieden haftet seit dem Altertum immer etwas Magisches und Mystisches an. Siehe hierzu: Schmied in der Kultur.
Schmiede wurden vor allem als Waffenschmied, Werkzeug- und Gerätehersteller geschätzt und gesucht. Gute Schmiede warben sich die Territorialherren auch gegenseitig ab. Im ländlichen Raum war der Schmied noch im späten 20. Jahrhundert ein unverzichtbarer Handwerker mit breitem Spektrum, zum Beispiel als Beschlagschmied für Wagen und Ackergeräte, als Hufschmied, Kunstschmied, Schlosser und Werkzeughersteller. Eine Spezialisierung gab es schon früh, besonders in den Städten mit ihren Zünften und in bestimmten ländlichen Regionen (z. B. Remscheid, Solingen, Schmalkalden, im Sauerland, im Siegerland und im Lahn-Dill-Gebiet). Dort etablierten sich Spezialisten wie Waffenschmiede, Messerschmiede, Nagelschmiede, Harnischmacher und Kupferschmiede. Daraus entwickelten sich alsbald bedeutende Manufakturen.
Das Schmiedehandwerk lebt neben der guten Ausbildung vor allem von der eigenen Praxis; das ist seit dem Beginn der Eisenherstellung durch das Volk der Hethiter vor etwa 3800 Jahren und in Mitteleuropa seit der Eisenzeit vor etwa 2800 Jahren so geblieben. Der Berufserfahrung, die sich an der Qualität der Werkstücke zeigte, kam eine besondere Bedeutung zu. In früheren Zeiten war die Bedeutung der Haltbarkeit und Zuverlässigkeit viel größer als heute, was den Einsatz von Gebrauchsgegenständen ebenso wie Waffen und unterschiedlichen Werkzeugen angeht. Erschwernisse wie schwankende Rohstoffqualität und fehlendes metallurgisches Fachwissen (worüber wir heute verfügen) konnten meist durch Erfahrung ausgeglichen werden.
Als der Handel immer größere Gebiete bediente, spezialisierten sich Schmiedemeister. Mit Gründung von Manufakturen verfeinerte sich die Spezialisierung immer weiter. Ein Schmied erledigte dort in vielen Fällen nur noch wenige Handgriffe. Die damit erlernte Routine erlaubte zwar eine gleichbleibende Qualität, ging aber auf Kosten der handwerklichen Breite. Dass Schmiedemeister nicht mehr selbständig arbeiteten, ist ein Phänomen der Industrialisierung. Schmiede hatten sich bei einem Brand gemäß Anordnungen zur Brandverhütung des 18. Jahrhunderts im Kurfürstentum Trier und in weiteren Kurfürstentümern des Heiligen Römischen Reiches mit ihrem Werkzeug zur Brandstelle zu begeben, um dort fachmännisch zu helfen.
Einzelne Regionen erlangten aufgrund ihrer Schmiedeerzeugnisse weltweit Bekanntheit, so ab dem frühen Mittelalter im Vorderen Orient mit Damaskus als berühmtem Zentrum oder ab dem Spätmittelalter im deutschen Raum die Stadt Solingen mit Blankwaffen und Messern. In Frankreich waren das vor allem Thiers und Nogent, in England Sheffield, das lange mit Solingen konkurrierte. Bis weit ins 19. Jahrhundert fertigten Messerschmiede in relativ kleinen Betrieben ihre Schneidwaren. Solingen ist ein Paradebeispiel für die Manufakturfertigung. Es gab dort noch im 20. Jahrhundert für jeden einzelnen Arbeitsgang einen eigenen Handwerksberuf mit Meistern und Gesellen. Die Spezialisierung der Ausbildungsberufe wurde mit abnehmender Zahl der Auszubildenden mehrfach reduziert.
Dennoch gibt es nach wie vor Schmiede im nationalen und internationalen Raum, die neben fundiertem historischem Fachwissen wie Treiben, Feuerschweißen, Spalten, Lochen oder auch Stilkunde die modernen Techniken der Metallbearbeitung beherrschen. Ein guter Schmied stellt somit in Bezug zur kreativen Metallgestaltung heute – wie früher – fast ein Universalgenie dar.

## Spezialisierungen

Zunftzeichen der Schmiede mit Hammer, Zange und der Feuerschlange Aspis

Statue vor der alten Schmiede in Kehdingbruch (Landkreis Cuxhaven)

| nach Material und Objektart - Goldschmied - Silberschmied - Kupferschmied - Rotschmied (Messingschmied) - Kesselschmied (Kupfer- und Messingschmied) - Blechschmied - Flaschner (Klempner, Spengler) - Kettenschmied - Sensenschmied - Pfannenschmied - Nagelschmied - Sporer (Reitzubehör) - Hufschmied (Pferdeschmied), Klauenschmied (Kuhschmied) | nach Fertigung und Objektsart - Grobschmied - Feinschmied (Schmuck- und Goldschmied) - Kunstschmied - Näberschmied (Neiberschmied, Neigerschmied u. ä., Herstellung von Bohrern) - Beschlagschmied Beschläge für Türen, Tore und Möbel | nach Umfeld - Bergschmied (Bergbau, Steinbruch) - Frühschmied (Hüttenwesen, Frischschmied) - Hammerschmied (Schwarzer Graf) - Gesenkschmied (Industrie, z. B. Werkstücke für Fahrzeugbau) - Werkzeugschmied (Zeug- und Zirkelschmied) - Feilenhauer - Fahnenschmied (Militär, Hufschmied) - Feldschmied in Bergwerken, Steinbrüchen für Handwerkszeug, (Reiterei und Militär auch Waffenmeister) - Waffenschmied - Büchsenschmied - Blankschmied (Blankwaffen) - Messerschmied - Schwertfeger - Harnischfeger (auch Plattner) |

## Historische Abbildungen aus dem 16. Jahrhundert von Jost Amman

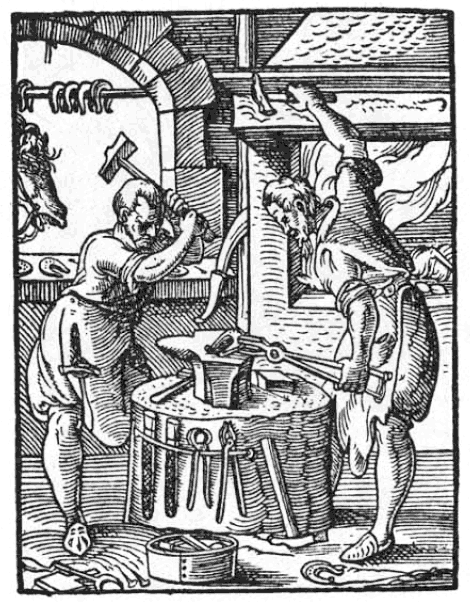
Schmied
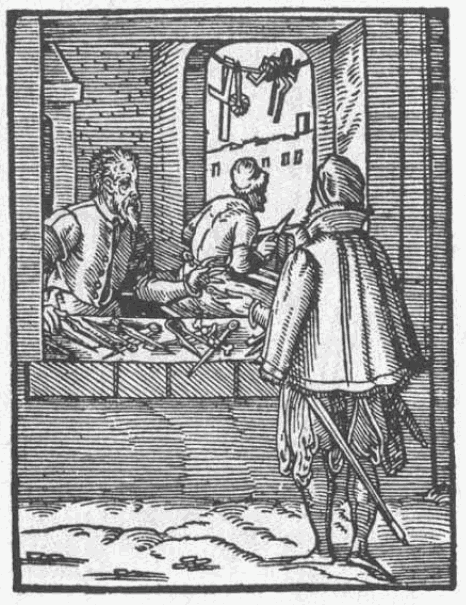
Zirkelschmied
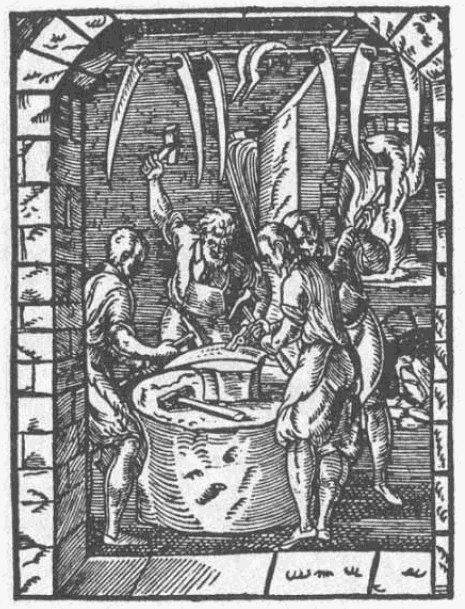
Sensenschmied
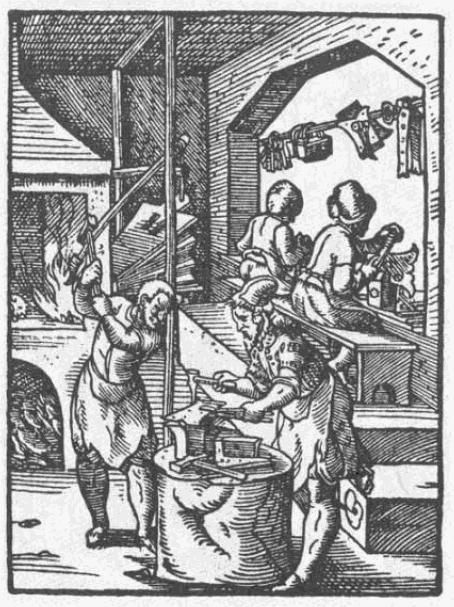
Schlosser
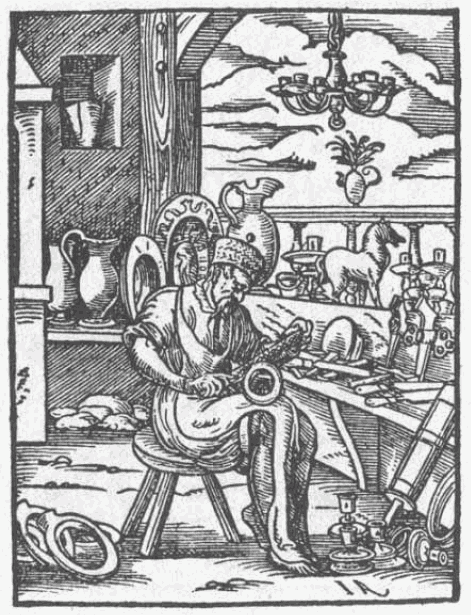
Rotschmied
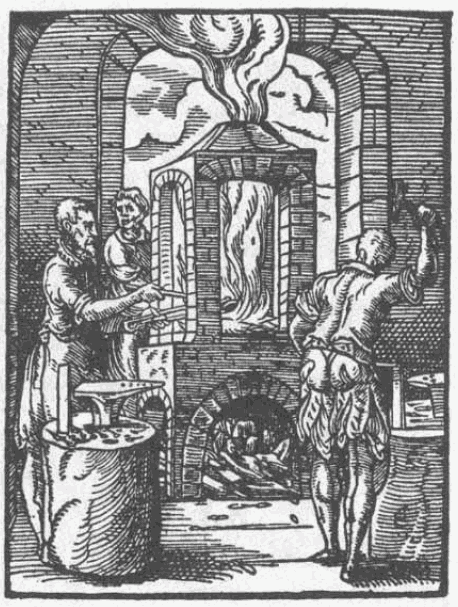
Nagelschmied
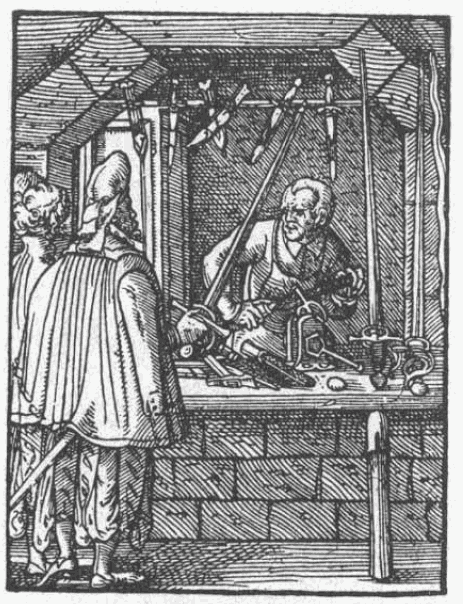
Messerschmied
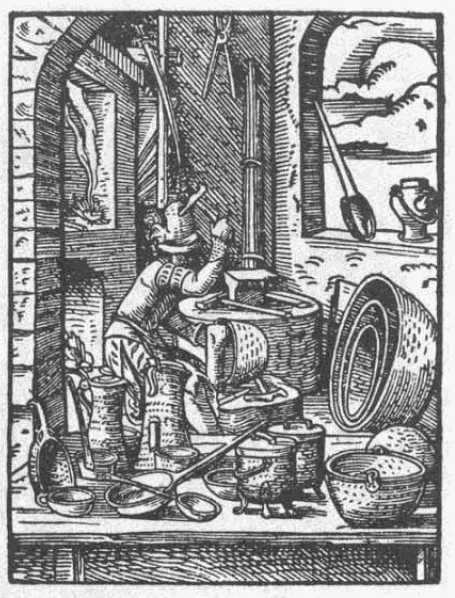
Kupferschmied
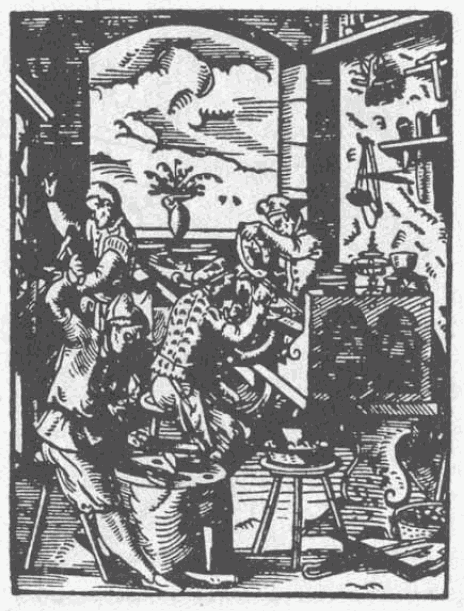
Goldschmied
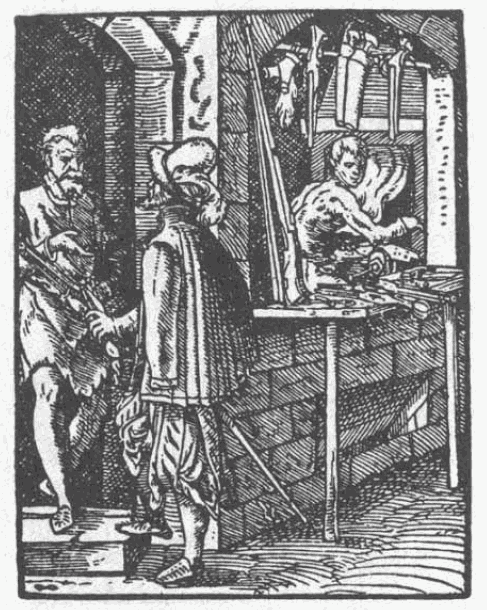
Büchsenschmied
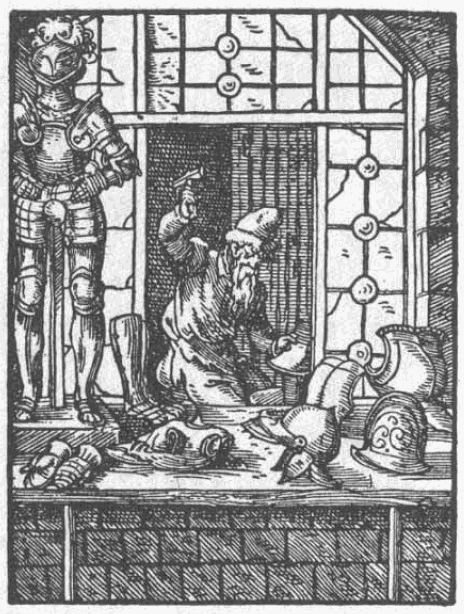
Plattner
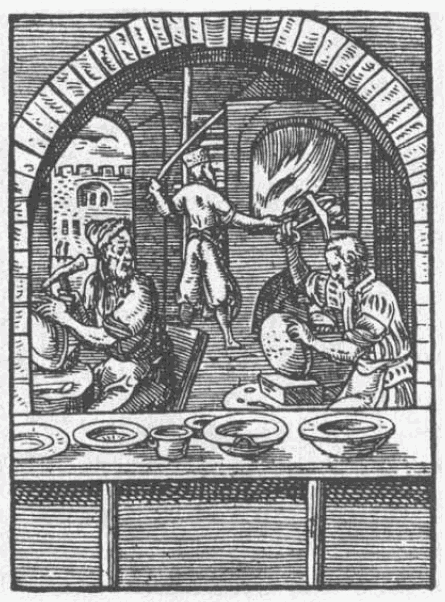
Beckschlager

## Mythen und Legenden
- Mythos – Hephaistos, Ilmarinen, Vulcanus, Ucuetis, Tubal-Kain, Teljawelik, Kothar, Reginn, Kaveh Ahangar
- Sagen – Wieland der Schmied, Der Schmied von Kochel
- Volksmärchen – Der Schmied von Jüterbog
- Legenden – Wehrhafter Schmied, Pythagoras in der Schmiede
- Schutzpatron – Eligius

## Berühmte Schmiede
| - Reinhold Duschka (Österreich) - Markus Gattinger - Alfred Habermann - Uri Hofi, (Israel), gest. 2023 - Phil Johnson (Großbritannien) - Achim Kühn | - Fritz Kühn, gest. 1967 - Charles Normandale (Großbritannien) - Johann Georg Oegg - Otto Schmirler (Österreich) - Paul Zimmermann |

## Schmiedemuseen
- Beckedorfer Schmiedemuseum – kleines Schmiedemuseum mit voll funktionsfähiger Schmiede mit Esse, Blasebalg und historischen Werkzeugen in der 1812 gegründeten „Wildhackschen Waldschmiede“
- Deutsches Schmiedemuseum im LWL-Freilichtmuseum Hagen in Hagen, Nordrhein-Westfalen
- Tobiashammer in Ohrdruf, Thüringen – historische Hammerschmiede mit fünf Fallhämmern sowie Ausstellung zeitgenössischer Metallplastik und jährlichem Schmiede-Symposium
- Toggenburger Schmiede- und Werkzeugmuseum Bazenheid, Schweiz
- Burg Helfštýn in Tschechien – einzigartiges Museum künstlerischer Schmiedekunst des 20. und 21. Jahrhunderts und Ausstellung moderner Metallplastik
- Schmiedemuseum in Warschau